# بوبي هاروب
بوبي هاروب (بالإنجليزية: Bob Harrop)‏ هو لاعب كرة قدم بريطاني في مركز قلب الدفاع، ولد في 25 أغسطس 1936 في مانشستر في المملكة المتحدة، وتوفي في 8 نوفمبر 2007 في مارجيت في المملكة المتحدة. لعب مع مانشستر يونايتد ونادي ترانمير روفرز ونادي مارغيت.

## وصلات خارجية
- بوبي هاروب على موقع قاعدة بيانات كرة القدم.إي يو (الإنجليزية)
- بوبي هاروب على موقع عالم كرة القدم.نت (الإنجليزية)